# RadiOrakel
Das RadiOrakel ist ein lokaler Hörfunksender aus Oslo in Norwegen.

## Geschichte
RadiOrakel wurde am 16. Oktober 1982 als weltweit erster feministischer Hörfunksender gegründet. Rita Westvik wurde die erste Redakteurin des im Osloer Stadtteil Grünerløkka angesiedelten Senders. Erst kurz vor der Gründung von RadiOrakel wurde der private Betrieb von Radiosendern in Norwegen erlaubt. Als Richtlinie des Senders wurde ausgegeben, dass zwei Drittel der Radiomitarbeiter Frauen oder Transmänner sein sollten und die Musik größtenteils von Frauen oder Mitgliedern der LGBT-Gemeinschaft stammen sollte. Ein weiteres Bestreben war die Ausbildung von Frauen im Bereich der Medien. Im Jahr 1985 wurden wöchentlich 20 Stunden Sendezeit gefüllt, sämtliche Mitarbeiter wurden für ihre Tätigkeit nicht bezahlt. Viele Journalisten des Norwegischen Rundfunks (NRK) haben ihre ersten Berufserfahrungen bei RadiOrakel gemacht.

## Auszeichnungen
- 2019: Künstlerpreis der Stadt Oslo[4]